# Stykový modul
Stykový modul (anglicky Docking Module, rusky Cтыковочный отсек, Stykovočnyj otsek) byl modul sovětské vesmírné stanice Mir, zajišťující její spojení s americkým raketoplánem, protože spojení přes modul Kristall bylo komplikované. Byl připojen 15. listopadu 1995, vynesl ho raketoplán Atlantis při letu STS-74. Přes stykový modul se mohla s Mirem spojit i loď Sojuz.
Jeho vědecké vybavení bylo minimální. Délka byla 4,7 m, byl vybaven dvěma solárními panely, z toho jedním čistě ruské výroby, druhý byl výsledkem americko-ruské spolupráce.